# Raymundo Fulgencio
Raymundo Fulgencio, né le 12 février 2000 à Veracruz au Mexique, est un footballeur mexicain qui joue au poste d'ailier gauche à l'Atlas FC.

## Biographie

### CD Veracruz
Né à Veracruz au Mexique, Raymundo Fulgencio est formé au CD Veracruz. Il joue son premier match en professionnel le 26 juillet 2018, lors d'une rencontre de coupe du Mexique face aux Dorados de Sinaloa. Il entre en jeu et son équipe s'incline par deux buts à un.
Fulgencio fait sa première apparition en première division mexicaine le 31 août 2019 face au Monarcas Morelia. Il entre en jeu à la place de Cristian Menéndez (en) et son équipe s'incline par un but à zéro.

### Tigres UANL
En janvier 2020, Raymundo Fulgencio rejoint les Tigres UANL. Le transfert est annoncé dès le 17 décembre 2019.
Fulgencio joue son premier match sous ses nouvelles couleurs le 8 février 2020, lors d'une rencontre de championnat face au CD Guadalajara. Il est titularisé lors de cette rencontre qui se solde par la victoire de son équipe par trois buts à zéro.

### Atlas FC
En janvier 2024, Raymundo Fulgencio rejoint l'Atlas FC. Le transfert est annoncé dès le 28 décembre 2023.

## Vie privée
Raymundo Fulgencio est le fils de Filiberto Fulgencio, ancien footballeur professionnel mexicain.